# Trofeo Giacomo Larghi
Il Trofeo Giacomo Larghi è una corsa in linea maschile di ciclismo su strada che si svolge annualmente intorno a Pregnana Milanese, comune della città metropolitana di Milano, in Italia.
Organizzato per la prima volta nel 2005, il Trofeo è incluso nel calendario nazionale della Federazione Ciclistica Italiana come prova di classe 1.20, ed è riservato ai corridori della categoria Under-23.

## Albo d'oro
Aggiornato all'edizione 2019.
| Anno      | Vincitore         | Secondo                 | Terzo                |
| --------- | ----------------- | ----------------------- | -------------------- |
| 2005      | Francesco Tizza   | Alberto Zanardo         | Christian Puricelli  |
| 2006      | Enrico Montanari  | Mirko Bresaola          | Giovanni Carini      |
| 2007      | Bruno Rizzi       | Athos Pedretti          | Matteo Scaroni       |
| 2008      | Paolo Tomaselli   | Enrico Peruffo          | Vitaliy Buts         |
| 2009      | Andrea Guardini   | Filippo Baggio          | Giacomo Nizzolo      |
| 2010      | Andrea Guardini   | Loris Paoli             | Anatoliy Kashtan     |
| 2011      | Ruslan Karimov    | Mirko Nosotti           | Stefano Presello     |
| 2012      | Marco Benfatto    | Edoardo Costanzi        | Nicola Ruffoni       |
| 2013      | Niccolò Bonifazio | Nicola Ruffoni          | Eduard Michael Grosu |
| 2014      | Simone Consonni   | Luca Pacioni            | Davide Ballerini     |
| 2015      | Leonardo Fedrigo  | Marco Maronese          | Filippo Rocchetti    |
| 2016      | Riccardo Minali   | Marco Maronese          | Stefano Moro         |
| 2017      | Filippo Calderaro | Moreno Marchetti        | Nikolai Shumov       |
| 2018      | Leonardo Fedrigo  | Daniele Cazzola         | Nicolò Gozzi         |
| 2019      | Stefano Moro      | Nicolás Gómez Jaramillo | Elia Menegale        |
| 2020-2021 | annullato         | annullato               | annullato            |